# جسی لی
جسی لی (انگلیسی: Jessie Lee؛ زاده ۱۹ سپتامبر ۱۹۸۴) بازیگر پورنوگرافی است. لی در تابستان سال ۲۰۰۷ با دادن درخواست کار به جوانا آنجل وارد صنعت فیلم بزرگسالان شد. اولین صحنه‌ای که بازی کرد با جیسون دالاس و جیمز دین به شکل پسر٫پسر٫دختر بود.